# Warp
De warp-technologie is een fictieve technologie uit de televisieserie Star Trek om ruimteschepen met een snelheid groter dan de lichtsnelheid te laten voortbewegen.

## Warpaandrijving
In de Star Trek-serie wordt gesuggereerd dat de warpaandrijving gebaseerd zou zijn op de relativiteitstheorie van Einstein. Dat wil zeggen; vervorming van ruimte. Achter het ruimteschip wordt de ruimte uitgetrokken (expansie) met behulp van botsingen van antimaterie en materie (plasma) en ervoor wordt hij in elkaar gedrukt (compressie). Hierdoor bevindt er zich meer (compacte) ruimte vóór dan achter het schip. Alle objecten in de ruimte worden als het ware gefocust in één enkel punt.
Met de warpaandrijving zou men daardoor een snelheid boven de lichtsnelheid kunnen bereiken.
Volgens de Star Trek-geschiedschrijving is de warpaandrijving uitgevonden door Zefram Cochrane in het jaar 2063.
Het principe waarop deze aandrijving zou moeten werken is het samentrekken (Engels: to warp; vervormen) van de ruimte die vóór het schip ligt en het uitrekken van de ruimte die erachter ligt, zodat de feitelijk af te leggen afstand kleiner wordt en er een effectieve verplaatsing optreedt die sneller is dan de lichtsnelheid, zonder dat de wetten van de relativiteitstheorie worden overtreden.

## Om een voorstelling te kunnen maken
Stel een auto rijdt van Maastricht naar Amsterdam. Door een "warpveld" wordt de ruimte vervormd en wordt de autoweg achter de auto uit elkaar getrokken, terwijl de weg ervoor  in elkaar wordt gedrukt. Hierdoor is de weg naar Amsterdam korter, terwijl de snelheid gelijk blijft.

## Originele warpfactoren
Volgens the Star Trek episode writer's gids waren warpfactoren berekend met formule {\displaystyle s(w)=w^{3}c} voor de eerste series van Star Trek.
| Warpfactor | × c     | km/s      | AU/s |
| ---------- | ------- | --------- | ---- |
| Warp 1,00  | 1 c     | 3,0 × 105 |      |
| Warp 1,50  | 3,375 c | 1,0 × 106 | 0,01 |
| Warp 2,00  | 8 c     | 2,4 × 106 | 0,02 |
| Warp 3,00  | 27 c    | 8,0 × 106 | 0,05 |
| Warp 4,00  | 64 c    | 1,9 × 107 | 0,13 |
| Warp 5,00  | 125 c   | 3,7 × 107 | 0,25 |
| Warp 6,00  | 216 c   | 6,5 × 107 | 0,43 |
| Warp 7,00  | 343 c   | 1,0 × 108 | 0,67 |
| Warp 8,00  | 512 c   | 1,5 × 108 | 1,00 |
| Warp 9,00  | 729 c   | 2,2 × 108 | 1,50 |
| Warp 9,25  | ~791 c  | 2,4 × 108 | 1,60 |
| Warp 9,50  | ~857 c  | 2,6 × 108 | 1,70 |
| Warp 9,75  | ~926 c  | 2,8 × 108 | 1,90 |
| Warp 10,00 | 1000 c  | 3,0 × 108 | 2,00 |
| Warp 11,00 | 1331 c  | 4,0 × 108 | 2,70 |
| Warp 14,60 | ~3112 c | 9,3 × 108 | 6,20 |
| Warp 15,00 | 3375 c  | 1,0 × 109 | 6,70 |

## Vernieuwde warpfactorformule
Voor de latere series van Star Trek heeft Mike Okuda een nieuwe formule voor warpsnelheid bedacht:
Tussen warpfactor 1 en 9 wordt er gebruikgemaakt van de formule {\displaystyle s(w)=w^{10 \over 3}c}.
w is de warpfactor, c is de lichtsnelheid en s is de snelheid. Vanaf warpfactor 9 neemt de exponent van w toe tot oneindig, wanneer deze nadert tot 10. In deze nieuwe warptabel is een snelheid van warp 10 onmogelijk, omdat hiervoor de energiebehoefte oneindig is.
De USS Enterprise NCC-1701D had een topsnelheid van warp 9,8, de USS Voyager NCC-74656 kwam tot warp 9,975, de Q waarschijnlijk warp 9,999 9 en de Traveller slingerde in Where No One has Gone Before de Enterprise met een snelheid van ongeveer warp 9,999 999 999 6 naar de rand van het heelal. Dus zelfs tijdens deze verste reis die er binnen de grenzen van ons universum te maken is bleef de USS Enterprise NCC-1701-D nog onder warp 10. In de aflevering Threshold van Star Trek Voyager is wel warp 10 behaald. Wanneer je deze snelheid zou behalen bevind je je overal tegelijk. Een nadeel daarvan is dat je niet weet waar je uitkomt wanneer je weer vertraagt. Bovendien bleek dat de evolutie van de bemanning (ook na de reis) wordt versneld.
In de laatste aflevering van Star Trek: The Next Generation ("All Good Things..."), kon de vernieuwde Enterprise uit de toekomst trouwens een snelheid bereiken van warp 10.
Een overzicht van de warpfactoren met snelheid (c = de lichtsnelheid,  299 792 458 m/s):
| Warpfactor  | × c        | Formule                    | km/s       | AU/s   |
| ----------- | ---------- | -------------------------- | ---------- | ------ |
| Warp 1      | 1,00       | {\displaystyle w^{10/3}}   | 3,0 × 105  |        |
| Warp 2      | 10,08      | {\displaystyle w^{10/3}}   | 3,0 × 106  | 0,02   |
| Warp 3      | 38,94      | {\displaystyle w^{10/3}}   | 1,2 × 107  | 0,08   |
| Warp 4      | 101,59     | {\displaystyle w^{10/3}}   | 3,0 × 107  | 0,20   |
| Warp 5      | 213,75     | {\displaystyle w^{10/3}}   | 6,4 × 107  | 0,40   |
| Warp 6      | 392,50     | {\displaystyle w^{10/3}}   | 1,2 × 108  | 0,80   |
| Warp 7      | 656,13     | {\displaystyle w^{10/3}}   | 2,0 × 108  | 1,30   |
| Warp 8      | 1024,00    | {\displaystyle w^{10/3}}   | 3,1 × 108  | 2,00   |
| Warp 9      | 1516,00    | {\displaystyle w^{10/3}}   | 4,5 × 108  | 3,00   |
| Warp 9,2    | 1649,00    | {\displaystyle w^{3,338}}  | 4,9 × 108  | 3,30   |
| Warp 9,6    | 1909,00    | {\displaystyle w^{3,34}}   | 5,7 × 108  | 3,80   |
| Warp 9,9    | 3053,00    | {\displaystyle w^{3,5}}    | 9,2 × 108  | 6,10   |
| Warp 9,9753 | 6000,00    | {\displaystyle w^{3,7822}} | 1,8 × 109  | 12,00  |
| Warp 9,99   | 7912,00    | {\displaystyle w^{3,9}}    | 2,3 × 109  | 15,00  |
| Warp 9,9999 | 199.516,00 | {\displaystyle w^{5,3}}    | 6,0 × 1010 | 401,00 |

## Sneller dan licht
Een wormgat (wormhole) werkt volgens hetzelfde principe. Door verbuiging van de ruimte kunnen afstanden korter worden.
Zonder warp of een andere FTL-technologie (faster than light, sneller dan licht) is het haast niet mogelijk om planeten buiten het zonnestelsel te bezoeken. De dichtstbijzijnde ster, Proxima Centauri, ligt namelijk 4 lichtjaren van ons verwijderd. Met andere woorden; met lichtsnelheid duurt het nog 4 jaar. Bovendien kost met de huidige technologische kennis het behalen van hoge snelheden (tienden van de lichtsnelheid) meer energie dan voorhanden is. Door de ruimte te buigen worden kortere afstanden afgelegd waardoor hoge snelheden niet vereist zijn.
In de serie Star Trek (series Voyager en Deep Space Nine) komt nog een andere fictieve FTL-technologie voor: de transwarp, onder andere in gebruik bij de Borg.

## Werkelijkheid

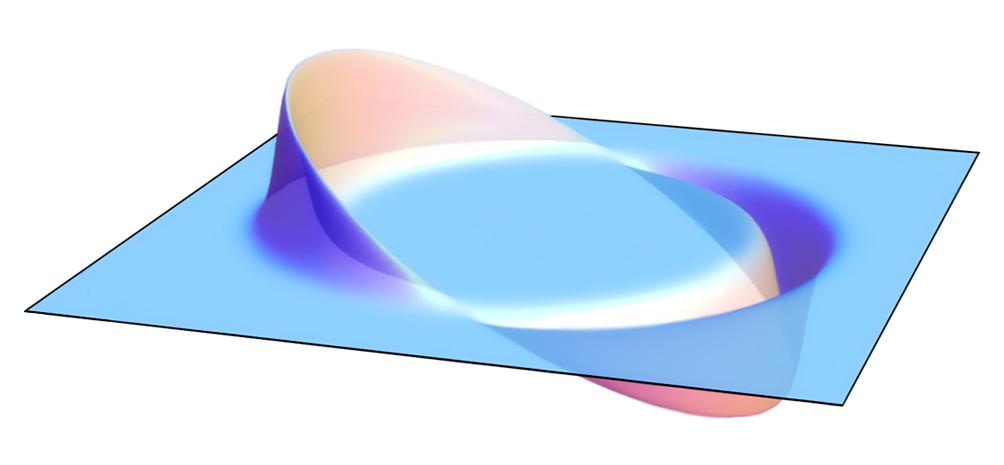
Alcubierre-aandrijving

Een groep natuurkundigen heeft onderzoek gedaan of het mogelijk is om in het echt op warpsnelheid te kunnen vliegen in het heelal. Uit het onderzoek is gebleken dat dit mogelijk is.
De 'Alcubierre-aandrijving' is een speculatief idee voor een aandrijving waarmee een ruimtevaartuig sneller dan het licht zou kunnen reizen door gebruik te maken van het warp-effect en is in 1994 in theorie voorgesteld door de Mexicaanse theoretisch fysicus Miguel Alcubierre.